# Michel Berger en public au Palais des Sports
Albums de Michel Berger
Voyou
(1983) Différences
(1985)
Michel Berger en Public au Palais des Sports est un album live de Michel Berger enregistré au Palais des Sports de Paris, et sorti en 1984.
Il s'agit du deuxième album live de Michel Berger, qui regroupe les succès de Berger et une chanson issue de Starmania, une comédie musicale créée par lui-même et Luc Plamondon ; Les Uns contre les Autres.

## Liste des titres
Toutes les chansons sont écrites et composées par Michel Berger.
| 1. | On n'est pas seul | 1:10 |
| 2. | La bonne Musique  | 3:20 |
| 3. | Déjà je suis Loin | 4:30 |
| 4. | Mandoline         | 4:35 |
| 5. | Seras tu là ?     | 3:26 |
| 6. | Mon Piano danse   | 3:20 |

| 7.  | Les Uns contre les Autres | 1:40 |
| 8.  | Les Princes des Villes    | 6:05 |
| 9.  | Mademoiselle Chang        | 4:40 |
| 10. | Voyou                     | 5:20 |